# Cumshewa
Cumshewa (Hlqin7ul, hlqin7ul ‘llnagaay, Lqe'nul, Hlkenul) /Cumshewa dolazi po imenu poglavice Gomshewa,/ selo Haida Indijanaca na Cumshewa Inletu na otoku Moresby u Otočju kraljice Charlotte u Britanskoj Kolumbiji, Kanada. Od Indijanaca nazivan je Hlkenul a njegovi stanovnici gotovo u potpunosti su bili Stawas-haidagai. Godine 1794 ratnici iz Cumshewe pod vodstvom poglavice Gomshewa masakrirali su posadu trgovačkog broda "Resolution". Prema Johnu Worku, između 1836. i 1841. imao je 20 kuća i 286 stanovnika. Cumshewa je bilo jedno od posljednjih naselja Haida koje su napustili i otišli 1926. na rezrvat Skidegate.